# Amin Maalouf
Pour les articles homonymes, voir Maalouf.
Amin Maalouf (en arabe : أمين معلوف ['amīn maʕlūf]), né le 25 février 1949 à Beyrouth, est un écrivain libano-français. Il reçoit le prix Goncourt en 1993, pour Le Rocher de Tanios, et est élu à l’Académie française en 2011,. Le 28 septembre 2023, il est élu secrétaire perpétuel de l'Académie française.

## Biographie
Amin Maalouf est né à Beyrouth dans une famille d'intellectuels libanais de confession melkite, puis protestante, et issue d'une tribu chrétienne sédentarisée sur les pentes du Mont Liban depuis le XVIe siècle. Il est né d'un père journaliste et musicologue, Rushdi Maalouf, et passe les premières années de son enfance en Égypte, patrie d'adoption de son grand-père maternel, lequel a fait fortune comme entrepreneur à Héliopolis. À partir du milieu des années 1930, avant de s'installer en Égypte, sa famille vit la majeure partie de l’année dans le quartier cosmopolite beyrouthin de Badaro, et passe l’été à Machrah, village du Mont Liban dont les Maalouf sont originaires.
Son père, également poète et peintre, descend d'une famille d'enseignants et de directeurs d'école et renonce au protestantisme pour rejoindre l'Église maronite quand il se marie. Sa mère, Odette Ghossein, est issue d'une famille francophone et maronite, dont une branche vient d'Istanbul, ville hautement symbolique dans l'imaginaire d'Amin Maalouf, la seule qui soit mentionnée dans ses œuvres. 
On retrouve parmi ses ancêtres des catholiques romains, des grecs-catholiques (melkites), des orthodoxes, mais aussi des athées et francs-maçons, et la branche paternelle de sa famille est protestante et anglophone, son arrière-grand-père catholique s'étant converti au protestantisme presbytérien au XIXe siècle. 
La culture du nomadisme et du « minoritaire » qui habite son œuvre s'explique sans doute, en partie, par la multiplicité de ses patries d'origine, et par l'impression d'être toujours étranger : chrétien dans le monde arabe, ou arabe en Occident.
La scolarité d'Amin Maalouf débute près de Beyrouth, dès 1955, dans une école de pères jésuites, le collège Notre-Dame de Jamhour, tandis que ses trois sœurs étudient en France, à l’école des religieuses de Besançon. Ses premières lectures se font en arabe, y compris les classiques de la littérature occidentale ; ses premières tentatives littéraires, secrètes, se font en français, langue qui est alors pour lui la « langue d'ombre », par opposition à la « langue de lumière », l'arabe. De retour dans la capitale libanaise, il est reçu pour ses études supérieures à l'université Saint-Joseph, où il étudie la sociologie et les sciences économiques, et rencontre Andrée, éducatrice spécialisée, qu'il épouse en 1971. Il devient peu après journaliste, pour le compte du principal quotidien de Beyrouth, An-Nahar, où il publie des articles de politique internationale. 
La guerre civile libanaise éclate en 1975 et oblige le couple Maalouf et leurs enfants à se réfugier en montagne, dans la maison familiale du village de Machrah, au Mont Liban. Amin Maalouf prend la décision de quitter le Liban pour la France le 16 juin 1976,, sa femme et leurs trois enfants le rejoignant quelques mois plus tard. Il retrouve dès lors en France un emploi de journaliste dans un mensuel d'économie, puis devient rédacteur en chef de Jeune Afrique. Ses premières esquisses littéraires n'aboutiront, à cette époque, à aucune publication.
Ce n'est qu'en 1981 qu'il décroche son premier contrat d'édition, avec l'éditeur Jean-Claude Lattès, pour Les Croisades vues par les Arabes, un essai qui sera publié en 1983. Il arrête alors le journalisme en 1985 pour se consacrer totalement à l'écriture. Il rencontre son premier succès de librairie en 1986, avec le roman Léon l'Africain, et se consacre sans retour à la littérature. Ses romans suivants, Samarcande, sur le poète et savant persan Omar Khayyam, et Les Jardins de lumière, sur Mani, le consacrent comme une figure importante du roman historique d'inspiration orientale. Son roman Le Premier Siècle après Béatrice, publié en 1992 aux éditions Grasset, est un roman d'anticipation atypique, qui porte un regard inquiet sur l'avenir de la civilisation et qui rencontre un écho international.

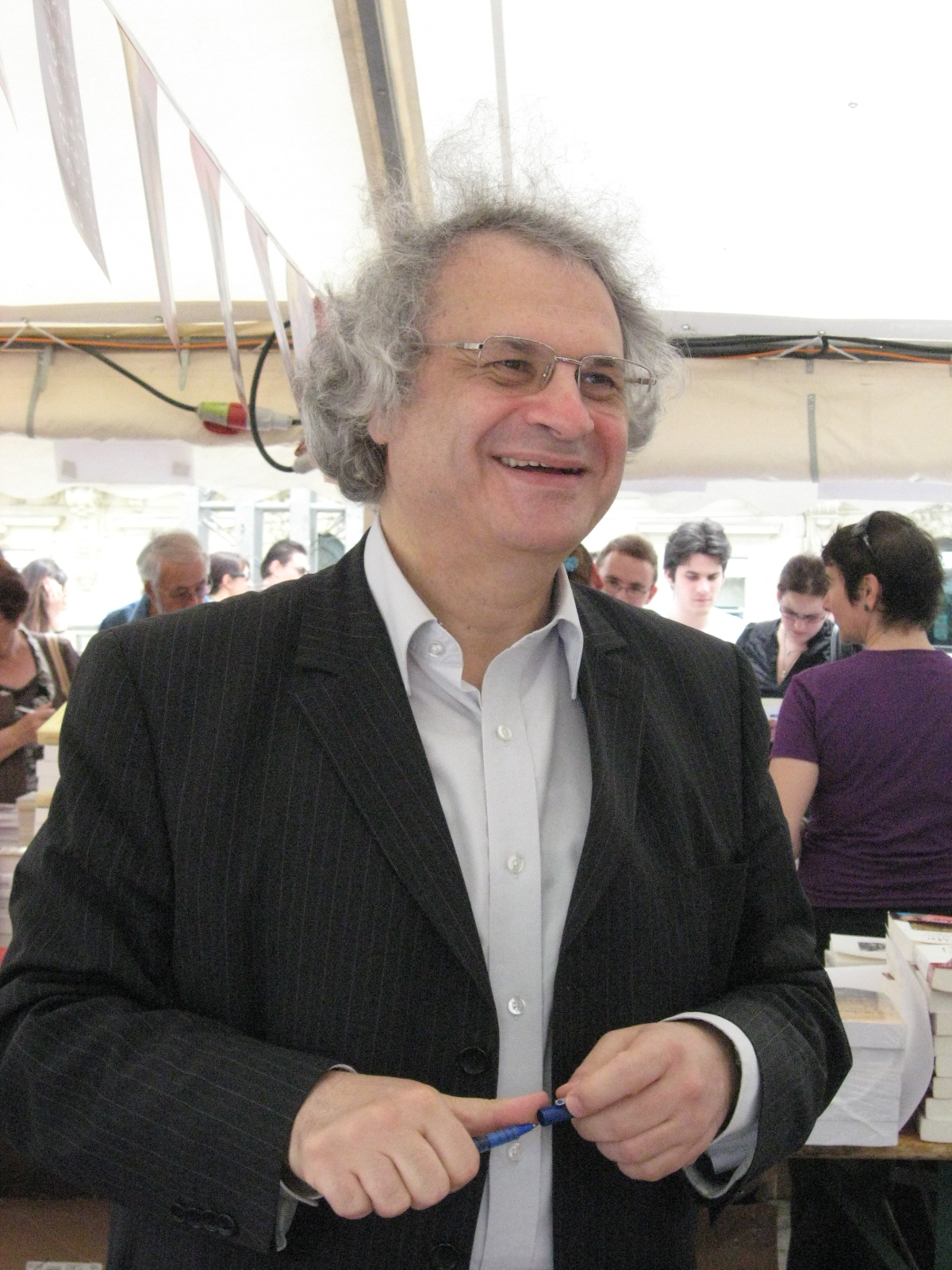
Amin Maalouf à La Comédie du Livre de Montpellier, le 23 mai 2009.

Il obtient en 1993 le prix Goncourt pour Le Rocher de Tanios, qui a pour décor les montagnes libanaises de son enfance. C'est à cette époque qu'il prend pour habitude de se retirer plusieurs mois par an dans une petite maison de pêcheur, sur l'île d'Yeu, pour y écrire. Dans Les Échelles du Levant, en 1996, il parle pour la première fois de la guerre du Liban qui l'a contraint à quitter son pays d'origine. Le Liban sera à partir de cette époque un thème de plus en plus présent dans son œuvre. Il publie en 1998 son deuxième essai, Les Identités meurtrières, pour lequel il obtient en 1999 le prix européen de l'essai Charles Veillon, dans lequel il traite des questions d'identité et sur la mondialisation.
Il se lance par la suite pour la première fois dans l'écriture d'un livret d'opéra, avec L'Amour de loin, pour la compositrice finlandaise Kaija Saariaho. L'opéra est créé en août 2000 au festival de Salzbourg. Il rencontre, lors de sa tournée internationale, un bon accueil du public et de la critique. Sa collaboration avec Kaija Saariaho se poursuit et aboutit à la création d'un cycle de mélodies et de trois autres opéras, dont le dernier, Émilie, a été créé en 2010 à l'opéra de Lyon. 
Son roman Le Périple de Baldassare est publié en 2000 et est traduit en anglais, par la traductrice et critique littéraire anglaise Barbara Bray (en), et est publié sous le titre Balthasar’s Odyssey. Ce roman est plus tard adapté en bande dessinée par le dessinateur Joël Alessandra, en 2011 (en trois tomes), et publié aux éditions Casterman. 
L'auteur se consacre ensuite à la rédaction d'essais, avec son ouvrage le plus autobiographique, Origines, publié en 2004, et Le Dérèglement du monde : Quand nos civilisations s'épuisent, publié en 2009.
De 2007 à 2008, il préside, pour la Commission européenne, un groupe de réflexion sur le multilinguisme, qui a produit un rapport intitulé « Un défi salutaire : comment la multiplicité des langues pourrait consolider l'Europe ».
En 2012, il publie un nouveau roman, Les Désorientés.
En 2019, il publie chez Grasset un essai intitulé Le Naufrage des civilisations, pour lequel il reçoit en juillet 2021 le prix littéraire des ambassadeurs francophones.
Le 28 septembre 2023, il est élu secrétaire perpétuel de l'Académie française, face à Jean-Christophe Rufin,, par 24 voix contre 8 et succède ainsi à Hélène Carrère d'Encausse. C'est la première fois que cette fonction est occupée par une personnalité née hors de France et possédant une nationalité autre que française. Il rejoint la même année le conseil de l'ordre national du Mérite. Il appartient également, à ce titre, à la commission du Dictionnaire.

## Influences et inspirations
L’auteur se dit influencé, entre autres, par les œuvres de Thomas Mann, Albert Camus, Léon Tolstoï, Marguerite Yourcenar, Charles Dickens, Stefan Zweig, ainsi que par Omar Khayyam et la poésie de langue arabe,. Dans ses romans, le narrateur est souvent un personnage de l'histoire.
Les romans d'Amin Maalouf sont marqués par ses expériences de la guerre civile et de l’immigration. Ils sont caractérisés (entre autres) par des voyageurs ambulants entre les terres, les langues et les religions. Dans son livre Les Identités meurtrières, il s’indigne des comportements humains lorsque l’affirmation de soi va si souvent de pair avec la négation de l’autre. Humaniste, Amin Maalouf est convaincu que l’on peut rester fidèle aux valeurs dont on est l’héritier, sans pour autant se croire menacé par les valeurs dont d’autres sont porteurs.

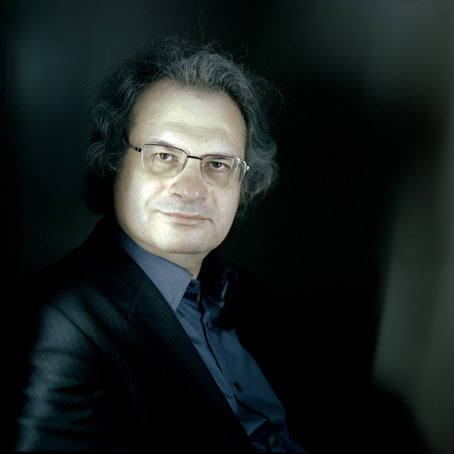
Amin Maalouf, le 16 février 2016.

Le texte écrit est fortement représenté dans ses œuvres, et fait souvent partie du décor, si ce n'est des personnages :
- Léon l'Africain est petit-fils de libraire, auteur d'un livre sur l'Afrique, mais participe aussi à un dictionnaire multilingue et est amené à écrire bien des poèmes dans le cadre même de ses tâches diplomatiques ;
- dans Samarcande, l'histoire entière tourne autour du manuscrit d'Omar Khayyam qui sera finalement perdu dans le naufrage du Titanic ;
- dans Le Premier Siècle après Béatrice, le héros écrit son histoire sur un cahier, les chapitres partant de la lettre Z pour aller jusqu'à la lettre A ;
- dans Les Échelles du Levant, c'est l'écrivain lui-même qui rencontre le héros du roman et qui va l'interviewer ;
- dans Le Périple de Baldassare, le héros est un libraire qui va écrire son histoire sur quatre manuscrits différents dont trois qu'il va perdre successivement au cours de ses péripéties ;
- dans Les Désorientés, le livre superpose la narration, l'ébauche d'un nouvel ouvrage, d'anciennes correspondances et des échanges de mails ;
- dans Nos frères inattendus, un dessinateur a une romancière pour unique voisine.

## Vie privée
Amin Maalouf est père de trois enfants et est par ailleurs l'oncle du trompettiste et compositeur Ibrahim Maalouf.

## Œuvres

### Romans
- Léon l'Africain, Paris, Jean-Claude Lattès, 1986[24]  (ISBN 2-7096-0493-0). Biographie romancée de Hassan el-Wazzan, dit Léon l'Africain, commerçant, diplomate et écrivain arabo-andalou.
- Samarcande, Paris, Jean-Claude Lattès, 1988  (ISBN 9782709606813). Biographie romancée du poète et savant Omar Khayyam.
- Les Jardins de lumière, Paris, Jean-Claude Lattès, 1991  (ISBN 9782709608572). Biographie romancée du prophète Mani.
- Le Premier Siècle après Béatrice, Paris, Grasset, 1992  (ISBN 2-246-46261-4)
- Le Rocher de Tanios, Paris, Grasset, 1993  (ISBN 2-246-46271-1)
- Les Échelles du Levant, Paris, Grasset, 1996  (ISBN 2-246-49771-X)
- Le Périple de Baldassare, Paris, Grasset, 2000  (ISBN 2-246-58601-1) En 2011, le roman fait l'objet d'une adaptation en bande dessinée par Joël Alessandra.
- Origines, Paris, Grasset, 2004  (ISBN 9782246634416)
- Les Désorientés, Paris, Grasset, 2012  (ISBN 978-2-246-77271-2)
- Nos frères inattendus, Paris, Grasset, 2020  (ISBN 978-2-246-82641-5)

### Essais
- Les Croisades vues par les Arabes, Paris, éditions Jean-Claude Lattès, 1983  (ISBN 2-7096-0547-3)
- Les Identités meurtrières, Paris, Grasset, 1998[25]  (ISBN 2-246-54881-0)
- Le Dérèglement du monde, Paris, Grasset, 2009  (ISBN 978-2-246-68151-9)
- Un fauteuil sur la Seine : Quatre siècles d'histoire de France, Paris, Grasset, 2016[26]  (ISBN 978-2-246-86167-6)
- Le naufrage des civilisations, Paris, Grasset, 2019[27]  (ISBN 978-2-246-85217-9)
- Le Labyrinthe des égarés. L’Occident et ses adversaires, Grasset, 2023  (ISBN 978-2-246-83043-6)

### Livrets musicaux
- 2001 : L'Amour de loin, opéra de Kaija Saariaho (création mondiale en août 2000 au Festival de Salzbourg), Paris, édition Grasset, 2001  (ISBN 2-246-60301-3)
- 2002 : Quatre instants, cycle de mélodies de Kaija Saariaho (création mondiale en avril 2003 à Paris)
- 2004 : Adriana Mater, opéra de Kaija Saariaho (création mondiale en mars 2006 à l'Opéra Bastille), Paris, Grasset, 2006  (ISBN 2-246-70631-9)
- 2006 : La Passion de Simone, opéra-oratorio de Kaija Saariaho sur Simone Weil (création mondiale en 2006 à Vienne).
- 2010 : Émilie, opéra (monodrame) de Kaija Saariaho sur Émilie du Châtelet (création mondiale en 2010 à l'Opéra de Lyon).

### Divers
- Discours de réception à l’Académie Française, Paris, Grasset, 2014  (ISBN 978-2-246-85498-2)
- Un automne à Paris, chanson, avec Louane et Ibrahim Maalouf, 2016, hommage aux victimes des attentats du 13 novembre 2015.

### Préfaces
- Pour une éducation bilingue : Guide de survie à l'usage des petits européens, Anna Lietti, Payot, Paris, Petite Bibliothèque de Payot, 1981  (ISBN 2-228-90042-7)
- De la divination, Cicéron, Paris, Les Belles Lettres, 1992  (ISBN 978-2-251-33916-0)
- Le Prophète, Khalil Gibran, Paris, Le Livre de Poche, 1993  (ISBN 9782253064091)
- La Bâtarde d'Istanbul, Elif Shafak, 10-18, 2007  (ISBN 978-2-264-04740-3)

## Distinctions

### Récompenses

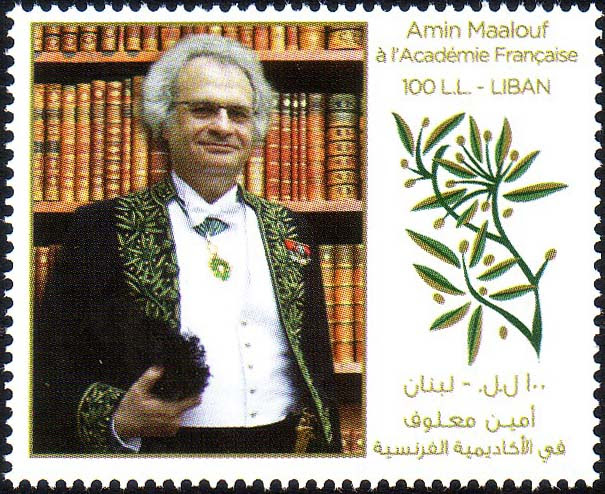
Amin Maalouf sur un timbre de la poste libanaise (2013).

Amin Maalouf est docteur honoris causa de plusieurs universités, dont l'université catholique de Louvain, l'université américaine de Beyrouth, l'université espagnole de Rovira i Virgili et l'université portugaise d'Évora.
Le 23 juin 2011, il est élu, au premier tour de scrutin par 17 voix sur 24 (contre trois à Yves Michaud), au fauteuil 29 de l'Académie française succédant à Claude Lévi-Strauss. Il y est reçu le 14 juin 2012 par Jean-Christophe Rufin.
Le 20 septembre 2023, il est nommé membre du conseil de l'ordre national du Mérite.

### Prix
- 1986 : Prix de l'amitié franco-arabe pour Léon l'Africain
- 1986 : Prix France-Liban pour Léon l'Africain
- 1987 : Prix Paul-Flat de l’Académie française pour Léon l'Africain
- 1988 : Prix des Maisons de la Presse pour Samarcande
- 1993 : Prix Goncourt pour Le Rocher de Tanios
- 1999 : Prix européen de l'essai Charles Veillon pour Les Identités meurtrières
- 2000 : Prix Jacques Audiberti-ville d’Antibes pour Le Périple de Baldassare
- 2004 : Prix Méditerranée pour Origines
- 2010 : Prix Prince des Asturies des lettres[32]
- 2013 : Prix du public de l'Algue d'Or (Saint-Briac-sur-Mer) pour Les Désorientés[33]
- 2016 : Prix du livre Cheikh Zayed[34]
- 2021 : Prix des Ambassadeurs pour Le naufrage des civilisations[15]
- 2023 : Prix Vauban pour Le labyrinthe des égarés[35]

### Décorations
- Officier de la Légion d'honneur (le 3 juillet 2024[36],[37] ; il est fait chevalier le 13 juillet 1999)[38].
- Grand officier de l'ordre national du Mérite (le 30 novembre 2019[39] ; il est directement fait officier le 14 novembre 2003[40], avant d'être promu commandeur le 14 mai 2014)[41].
- Commandeur dans l'ordre des Arts et des Lettres[2].
- Grand cordon de l’ordre du Cèdre du Liban (le 10 novembre 2013)[42].
- Chevalier de première classe de l'ordre du Lion de Finlande[2].
- Officier de l'ordre du Mérite culturel de Monaco (le 18 novembre 2014)[43].